# Sinekure
Sinekure (verkürzt aus lateinisch sine cura animarum „ohne Sorge für die Seelen“, das heißt ohne Verpflichtung zur Seelsorge) bezeichnet ein Amt, mit dem Einkünfte, aber keine Amtspflichten verbunden sind. Ursprünglich im rein kirchlichen Bereich zu finden (Kirchenamt, Pfründe), wurde der Begriff später auch auf den staatlichen Bereich übertragen, beispielsweise bezogen auf Beamtenpositionen für verdiente Offiziere.
In Wirtschaft und Verbänden wird in diesem Zusammenhang der Begriff Frühstücksdirektor gelegentlich ironisierend verwendet.
In der britischen Politik gibt es einige sehr alte öffentliche Ämter, die ihre früheren Aufgabenbereiche mittlerweile verloren haben, aber weiterhin Kabinettsstatus besitzen. Diese werden oft dafür verwendet, hochrangigen Mitgliedern der Regierungspartei Kabinettsrang zu verschaffen, ohne dass sie ein Ressort übernehmen müssten; es handelt sich also in der Sache um Minister ohne Geschäftsbereich. Beispiele für solche Ämter, die im britischen Sprachgebrauch als Sinekure (englisch sinecures) bezeichnet werden, sind der Lord Privy Seal und der Chancellor of the Duchy of Lancaster.